# 提夫拉
36°40′N 4°42′E / 36.667°N 4.700°E

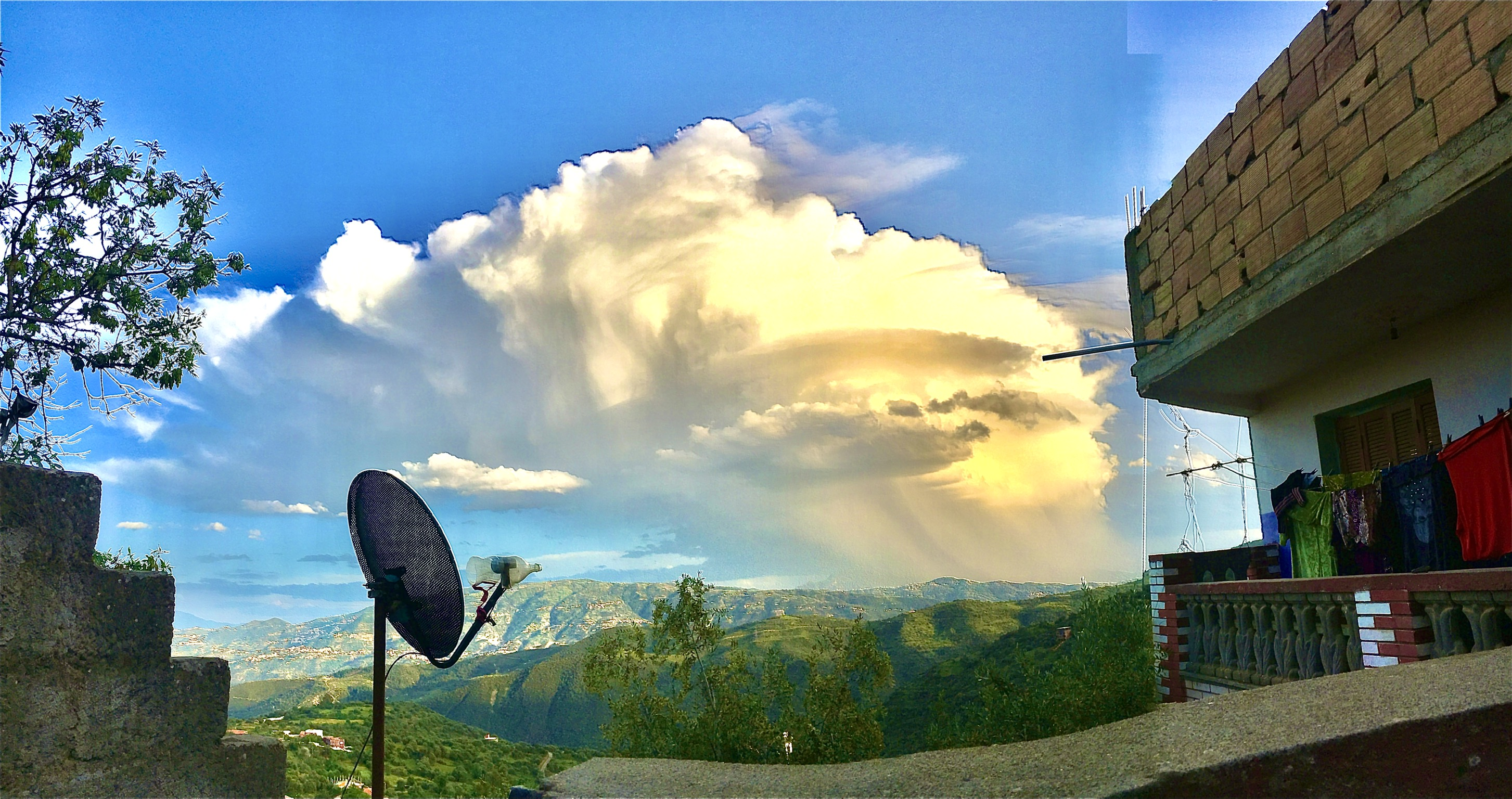
提夫拉

提夫拉（阿拉伯语：‎），是阿爾及利亞的城鎮，位於該國北部貝賈亞省，由西迪艾什區負責管轄，面積39平方公里，2017年人口8,400，人口密度每平方公里216人。